# ヨンジンロン
ヨンジンロン（学名 Yongjinglong）(中国語名 永靖龍) は、後期白亜紀の中国に生息していた中型のティタノサウルス類に属する植物食恐竜。

## 発見

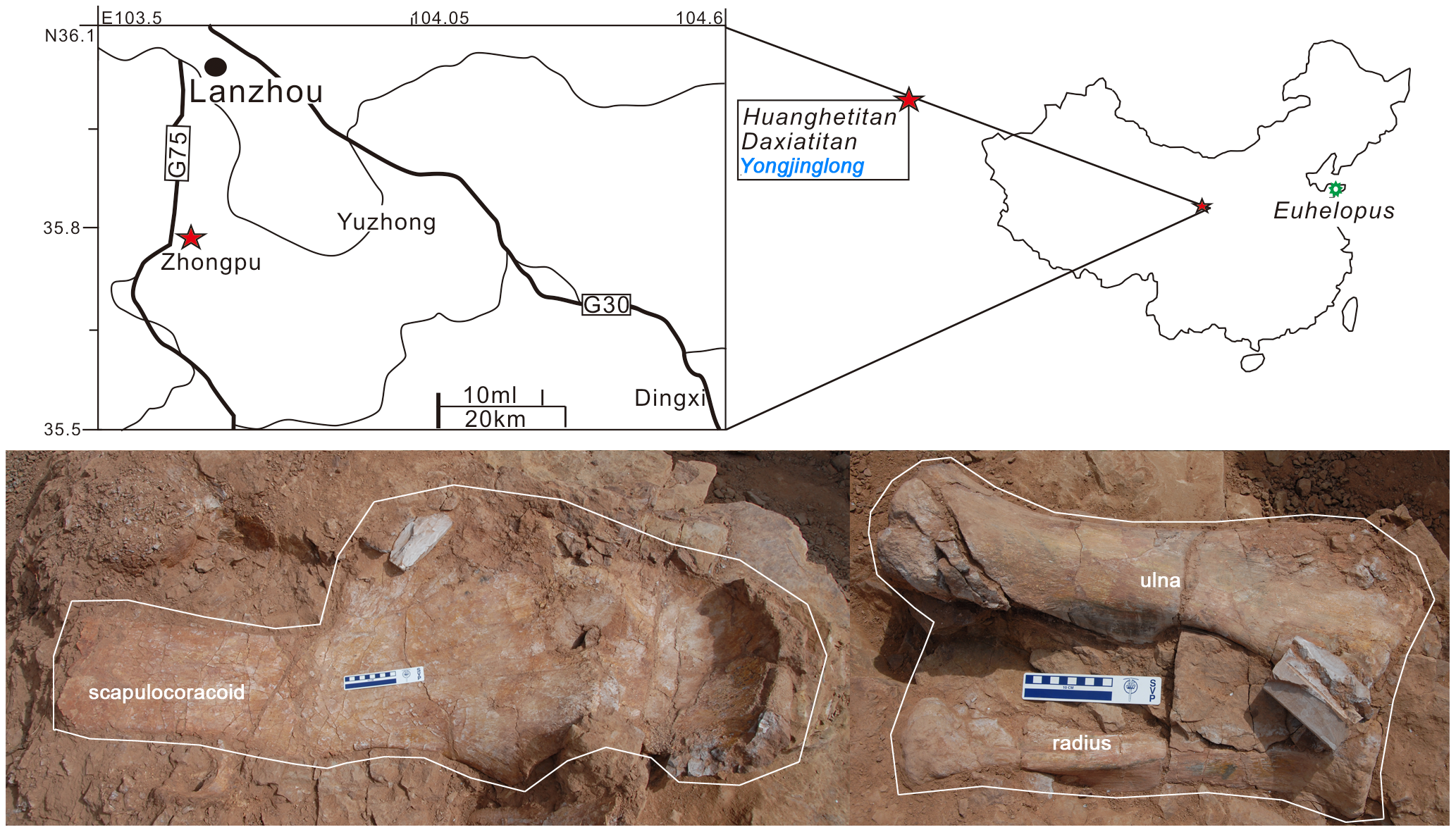
化石が見つかった発掘地の地図

ヨンジンロンはピーター・ドッドソンらによって2014年に記載された。模式種はヨンジンロン・ダタンギ(Yongjinglong datangi)。属名は、ホロタイプや有名な恐竜の足跡化石が見つかっている永靖と中国語で竜を意味する龙 の組み合わせである。種小名 datangiは、唐王朝および、古脊椎動物古人類研究所の陸贄氏の恐竜研究の功績を称えて献名されたものである。
ヨンジンロンはわずかにホロタイプ GSGM ZH(08)-04 のみで知られる。これは部分的な体骨格と3本の歯で構成される。甘粛省にある甘粛地質博物館に所蔵されている。体骨格は肋骨の断片、左の肩甲烏口骨、右の尺骨、 橈骨、8個の関節していない椎骨（1個の頸椎、4つの頭側の胴椎、そして3つの関節した中央の胴椎)でなる。それは亜成体と思われる。GSGM ZH(08)-04 は、Li Daqing と You Hailu によって2008年にG75高速道路の白亜紀前期の地層（Hekou層群）で発見された。そこはダシアティタンとフアンヘティタンが見つかった Zhongpu から1kmも離れていない場所である。

## 記載
ヨンジンロンは中型の竜脚類である。

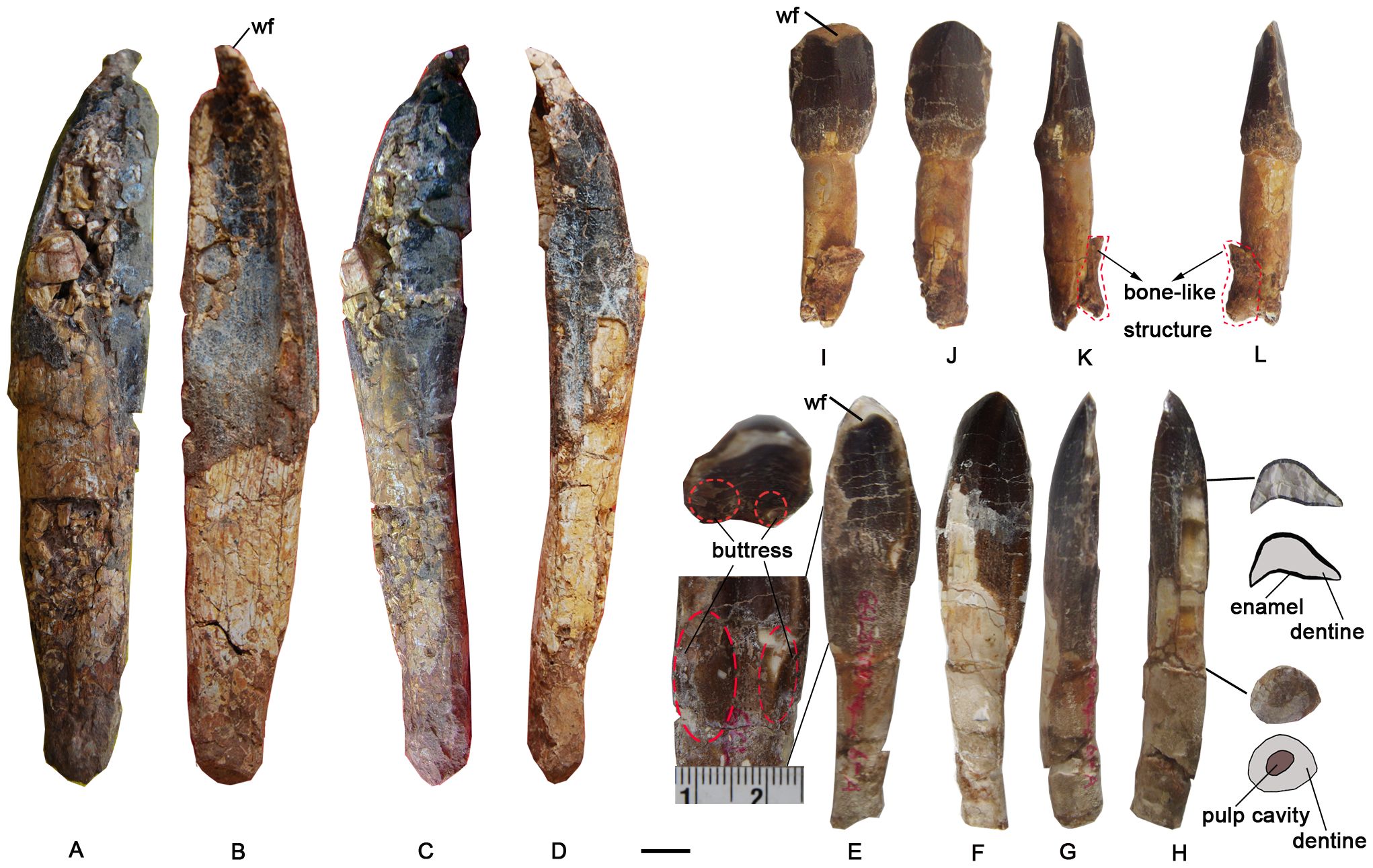
ホロタイプの歯

いくつかの独自の形質によって新属記載された。上顎骨の歯が長く、スプーン型である。頸椎と胴椎に広い中空がある。中央側部の大部分を覆う気嚢。胴椎の側面の隆起部は、「XI」形のパターンを形成し、前方には「X」型のものがある。少なくとも胴椎の1つは低く、分岐していない。後腹部は三角形の骨板を形成し、上方に向けられる。肩甲骨は非常に長く、側面図では非常にまっすぐな前後の縁が見られる。